# Nightmare Cinema
Nightmare Cinema je parodijski rock sastav članova Dream Theatera u kojem svi članovi, osim pjevača Jamesa LaBriea, sviraju na instrumentima koje ne koriste uobičajeno. Počevši od 1. studenog 1997. Dream Theater je uveo tradiciju sviranja jedne pjesme kao Nightmare Cinema. Skladba koju su većinom izvodili bila je "Perfect Strangers" sastava Deep Purple. 
Nakon što je klavijaturist Derek Sherinian napustio Dream Theater članovi su prekinuli s ovom tradicijom, iako je Sherinianova zamjena Jordan Rudess bio sposoban zamijeniti ga i kao gitaristu sastava Nightmare Cinema.

## Postava
Dok su svirali kao Nightmare Cinema članovi Dream Theatera koristili su pseudonime. Originalna imena i instrumeti napisani su u zagradama.
- Abdul Matahari (James LaBrie) - vokali
- Nicky Lemons (Derek Sherinian) - gitara (klavijature)
- Johnny James (John Petrucci) - bubnjevi (gitara)
- Juice Malouse (John Myung) - klavijature (bas-gitara)
- Max Del Fuvio (Mike Portnoy) - bas-gitara (bubnjevi)

## Vanjske poveznice
- Nightmare Cinema na Dream Theaterovim službenim stranicama  Arhivirana inačica izvorne stranice od 2. lipnja 2007. (Wayback Machine)
- Video sastava Nightmare Cinema (Deep Purple - "Perfect Strangers")